# Perera
|  | Per a altres significats, vegeu «Perera (desambiguació)». |

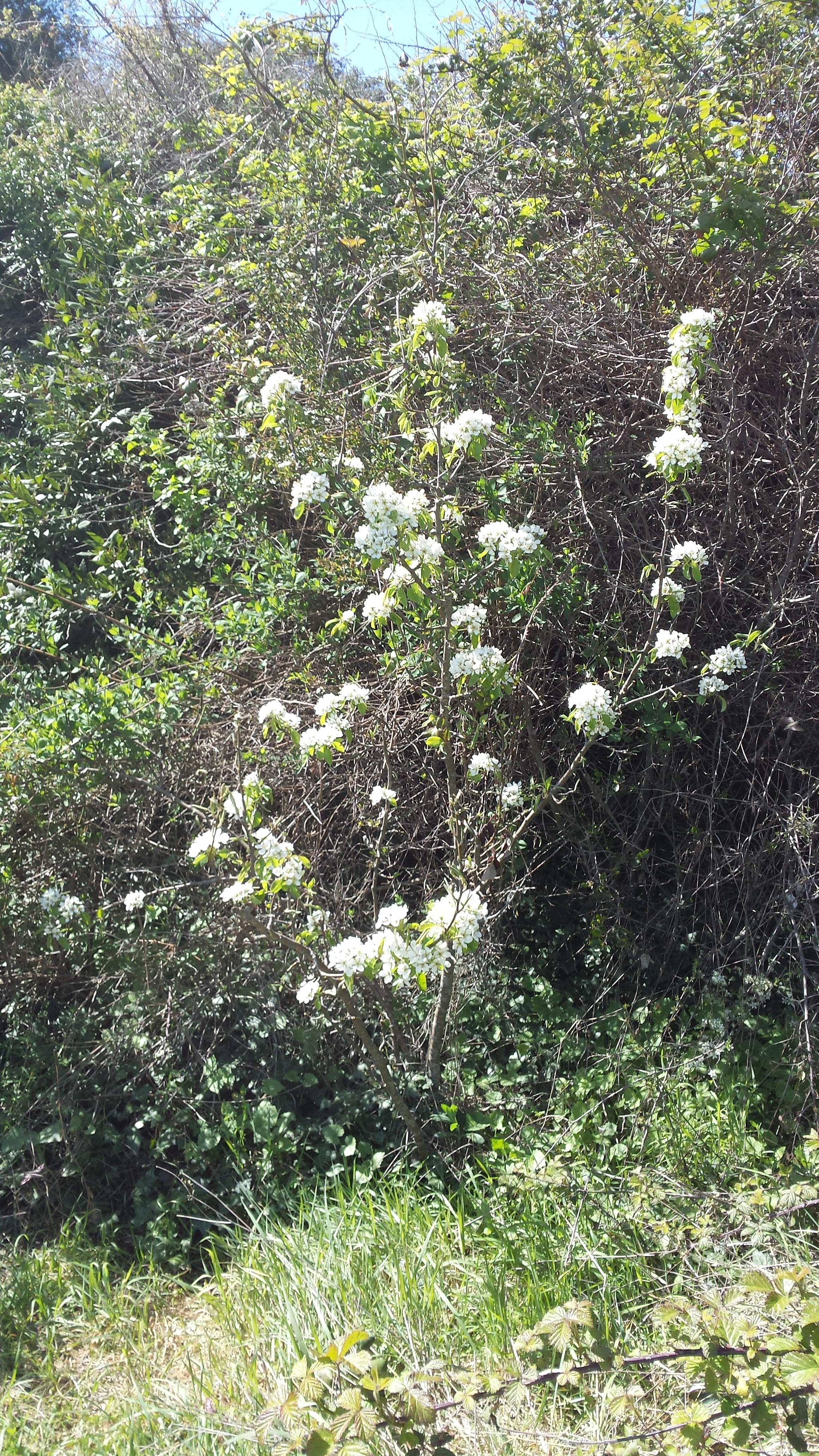
Perera cultivar Conference en plena florida

La perera o perer (Pyrus communis) és una espècie del gènere Pyrus, de la família de les Rosaceae. A vegades creix de manera assilvestrada (Pyrus sylvestris) rebent el nom de perelló o pomera borda. És un dels fruits més importants de les regions temperades. S'han desenvolupat nombrosos cultivars.

## Descripció detallada
Pot créixer fins als 20 metres d’altura. Consta d’una copa densa composta per fulles caduques, simples i amb forma ovalada i el·líptica i unes banques que poden tenir espines. Les fulles tenen un pecíol lleugerament llarg. Floreix de color blanc mitjançant grups de flors durant els mesos d'abril i maig. La fructificació origina la pera, un fruit carnós.

## Origen i clima
Originàriament, aquesta espècie prové de la zona est d’Europa i del sud-oest asiàtic. Creix bé en climes temperats i humits, però tolera bé condicions climàtiques oposades a les ja mencionades.
A la Península Ibèrica i a l'arxipèlag Canari i Balear, la perera comuna no està catalogada com a espècie exòtica invasora.
Es creu que descendeix de dues subespècies de pereres silvestres, categoritzades com P. communis subsp. pyraster (sinònim P. pyraster) i P. communis subsp. caucasica (sinònim P. caucasica), les quals són interfèrtils amb les pereres domesticades. L'arqueologia mostra que es collien aquestes peres silvestres molt abans que passessin a ser cultivades, segons Zohary i Hopf. Teofrast, Cató el Vell, i Plini el Vell donen informació sobre el cultiu de la perera europea i els empelts en les pereres.

## Principals cultivars

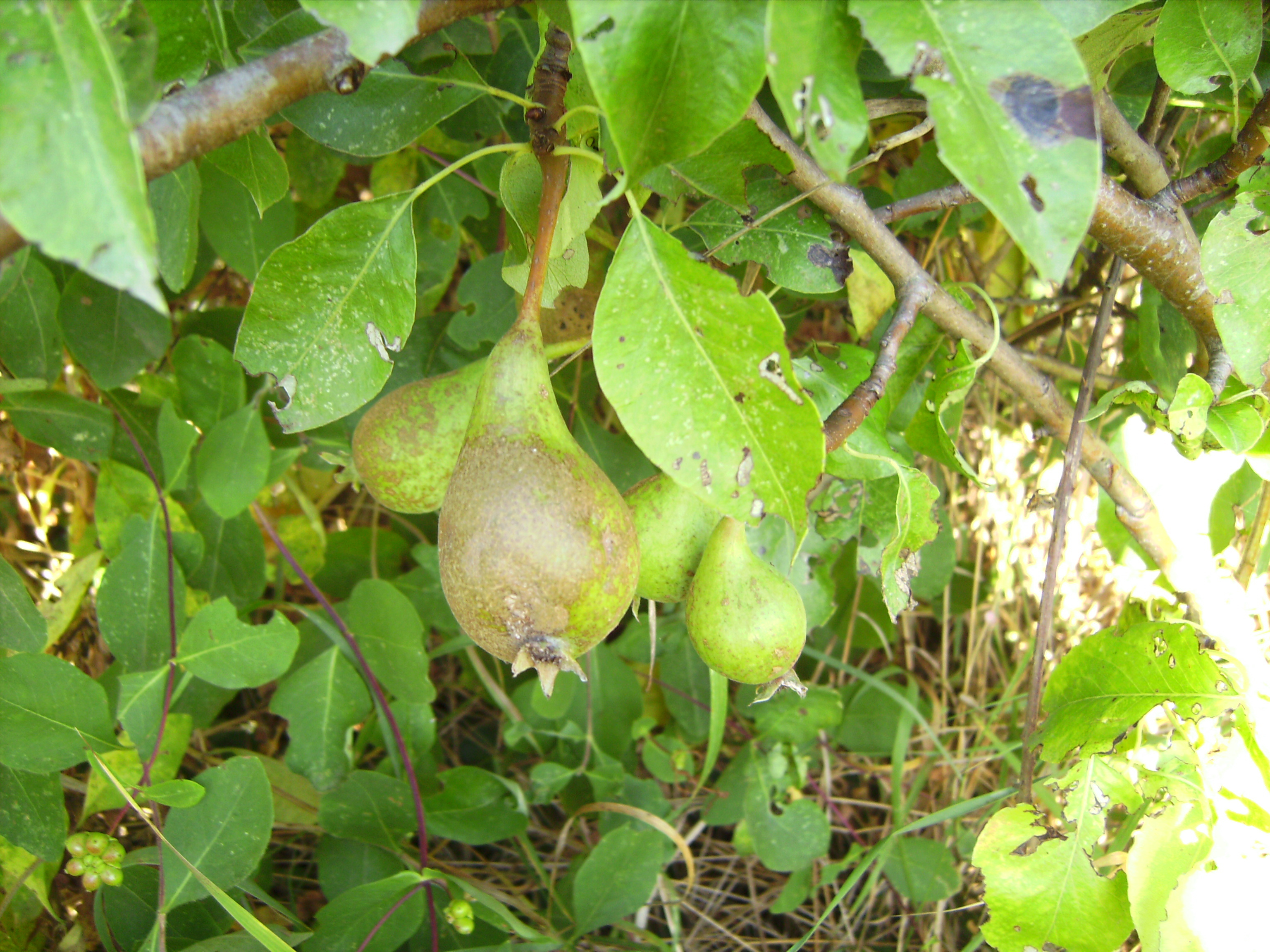
Les peres Conference, com les de la imatge, són una de les principals cultivars conreades a Catalunya

Als Estats Units, el 95% de la producció de peres de 2004 provenia de només quatre cultivars:
- 50% Williams' Bon Chrétien (Anglaterra, circa 1770; també anomenada pera Bartlett)
- 34% Beurré d'Anjou (França)
- 10% Beurré Bosc (França, també dita Kaiser Alexander)
- 1% Doyenné du Comice (França, 1849)

## Ús paisatgístic
És una planta molt cultivada a tot el món degut a la bona capacitat d’adaptar-se a qualsevol clima i la utilitat del fruit com a element gastronòmic. Al llarg de la història, la perera comuna ha tingut un ús com planta de cultiu pels múltiples usos que té el seu fruit. En un àmbit paisatgístic, malgrat la seva elegància estètica i la bona capacitat d’adaptació, se sol veure més el Pyrus calleryana, una altra espècie de perera que s’adapta millor a l'entorn urbà.

## Varietats

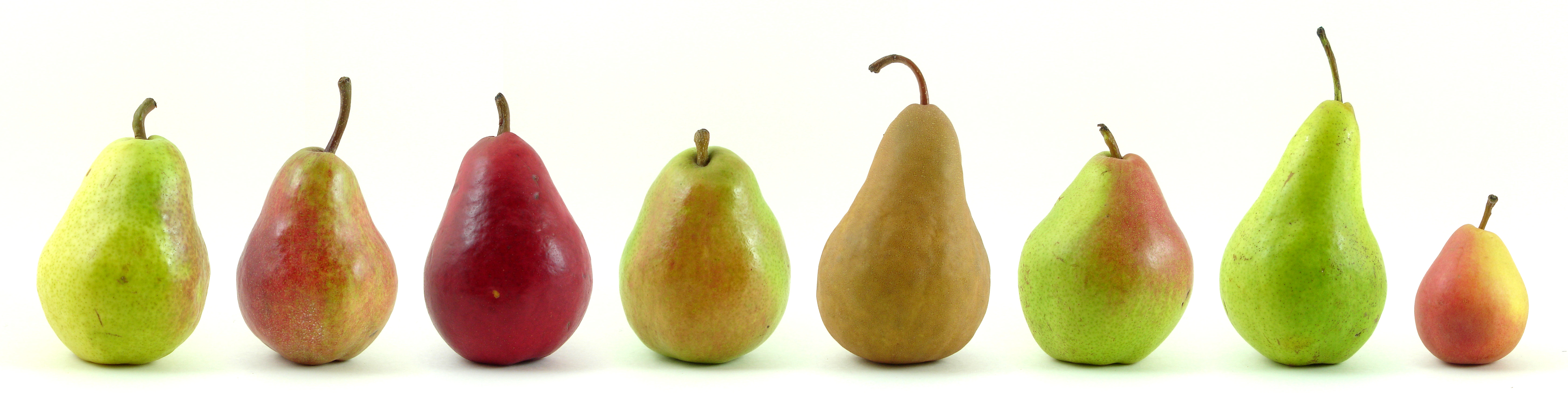
Vuit varietats de pera, d'esquerra a dreta, Williams' Bon Chrétien (o Bartlett), dues varietat Red Bartlett, d'Anjou, Bosc, Comice, Concorde, i Seckel

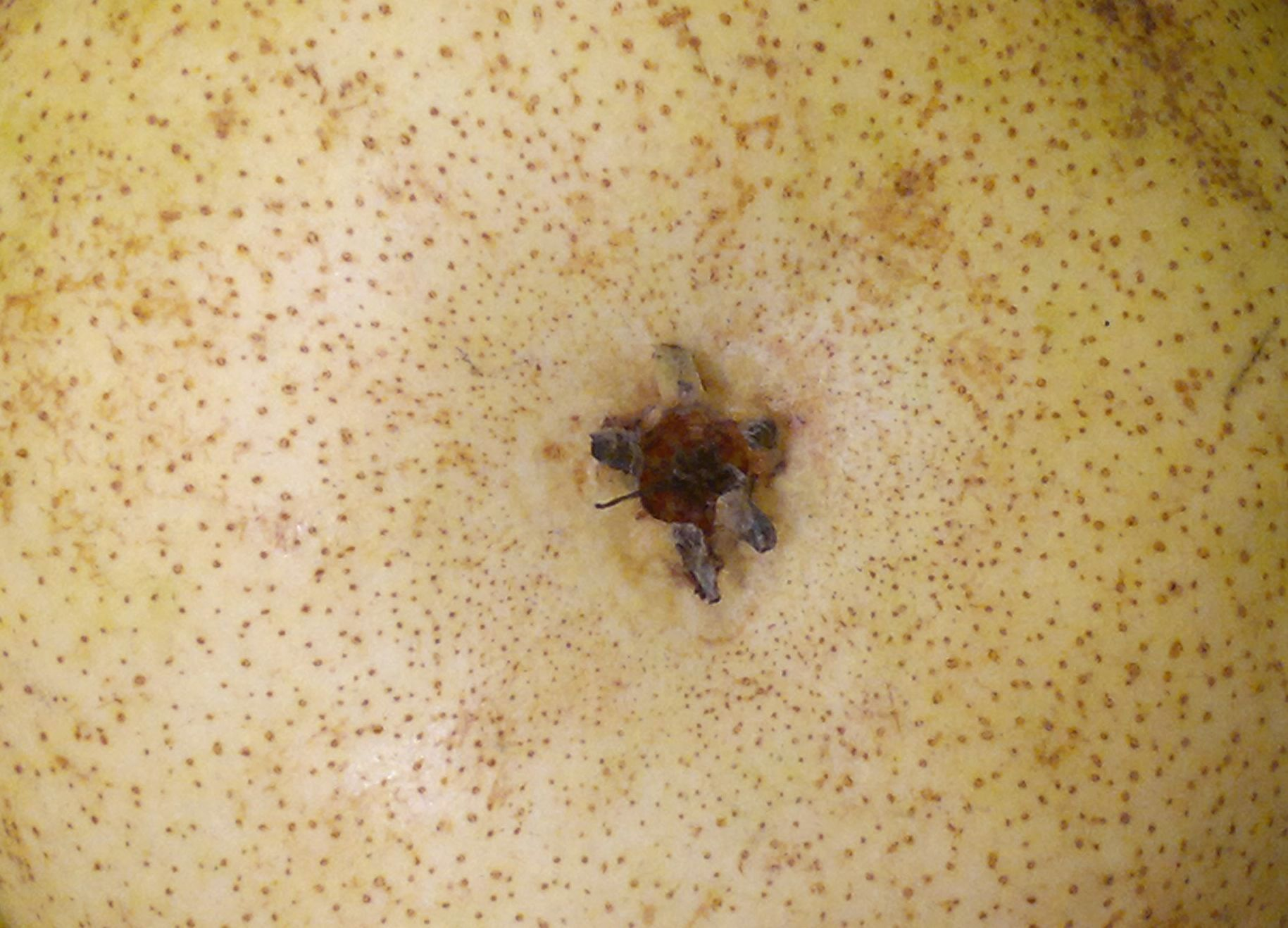
Restes del calze (sèpals), en una pera llimonera de Pyrus communis (Lleida).

Les que porten la marca han guanyat el premi de la Royal Horticultural Society.
- 'Abate Fetel' (syn. Abbé Fetel; molt cultivada a Itàlia)
- 'Ayers' (EUA - un híbrid interespecífic entre P. communis × P. pyrifolia obtingut a Tennessee)
- 'Bambinella' (Malta)
- 'Beth' agm[7]
- 'Blake's Pride' (EUA)
- 'blanqueta' (de València)[8]
- 'Blanquilla' (o 'pera d'aigua' i blanquilla de Aranjuez o agua de Aranjuez, Espanya)
- 'Butirra Precoce Morettini'
- 'Carmen'[9]
- 'Clara Frijs' (a Dinamarca)
- 'Concorde' (Anglaterra híbrid entre 'Conference' × 'Doyenné du Comice) agm[10]
- 'Conference' (Anglaterra, 1894; la varietat més popular a UK) agm[11]
- 'Corella' (Austràlia)
- 'Coscia' (o Ercolini, italiana que madura molt aviat)
- 'Don Guindo' (Espanya)
- 'Doyenné du Comice' (França)
- 'Dr. Jules Guyot' (o pera llimonera)
- 'Forelle'
- 'Glou Morceau' (Bèlgica, 1750)
- 'Gorham' (EUA)
- 'Harrow Delight' (Canadà)
- 'Harrow Sweet' (Canadà)
- 'Joséphine de Malines' (Bèlgica - obtinguda pel pomòleg i alcalde de Malines, Esperen al segle xix) agm[12]
- 'Kieffer' (EUA - un híbrid entre P. pyrifolia i probablement 'Bartlett')
- 'Laxton's Superb' (Anglaterra però massa sensible al foc bacterià])
- 'Louise Bonne of Jersey' agm[13]
- 'Luscious' (EUA)
- 'Merton Pride' (England, 1941)
- 'Onward' (UK) agm[14]
- 'Orient' (EUA - híbrid entre P. communis × P. pyrifolia)
- 'Packham's Triumph' (Austràlia, 1896)
- 'Pineapple' (EUA - un híbrid entre P. communis × P. pyrifolia)
- 'Red Bartlett' (EUA - Hi ha tres clons mutants de pèla vermella: 'Max Red Bartlett', 'Sensation Red Bartlett', 'Rosired Bartlett')
- 'Rocha' (Portugal)
- 'Rosemarie' (Sud-Africa)
- 'Seckel' (EUA; finals del segle xvii a la zona de Filadèlfia i encara es cultiva, resisteix al foc bacteria)[15]
- 'Starkrimson', també dita Red Clapp's, és de pèla vermella originada el 1939 a Michigan per mutació de Clapp's Favourite.[16]
- 'Summer Beauty'
- 'Sudduth'
- 'Taylor's Gold' (Nova Zelanda - un mutant amb russeting de la varietat 'Comice')
- 'Williams Bonne Chrétienne' agm[17]

Hi ha moltes varietats de peres, però als Països Catalans destaca la producció de les següents:
- Conference
- Blanquilla
- Llimonera
- Ercolini
- Williams
- red barlett
- Comtessa o Alexandrine
- Doyenne du comice
- Flor d'hivern
- Castells o Pera de Sant Joan

La collita comença amb les primerenques Castells, peres de "Sant Joan" i Delbard Premiere al mes de juny, continuant per la llimonera i l'Ercolini el juliol. L'agost és per les Blanquilles i Conference, bàsicament, però també per les varietats per a indústria (almívar, melmelades, etc.) com Williams i Red Barlett. A primers de setembre es cullen les Alexandrines i les Comice, i ja a l'octubre les Flor d'hivern.

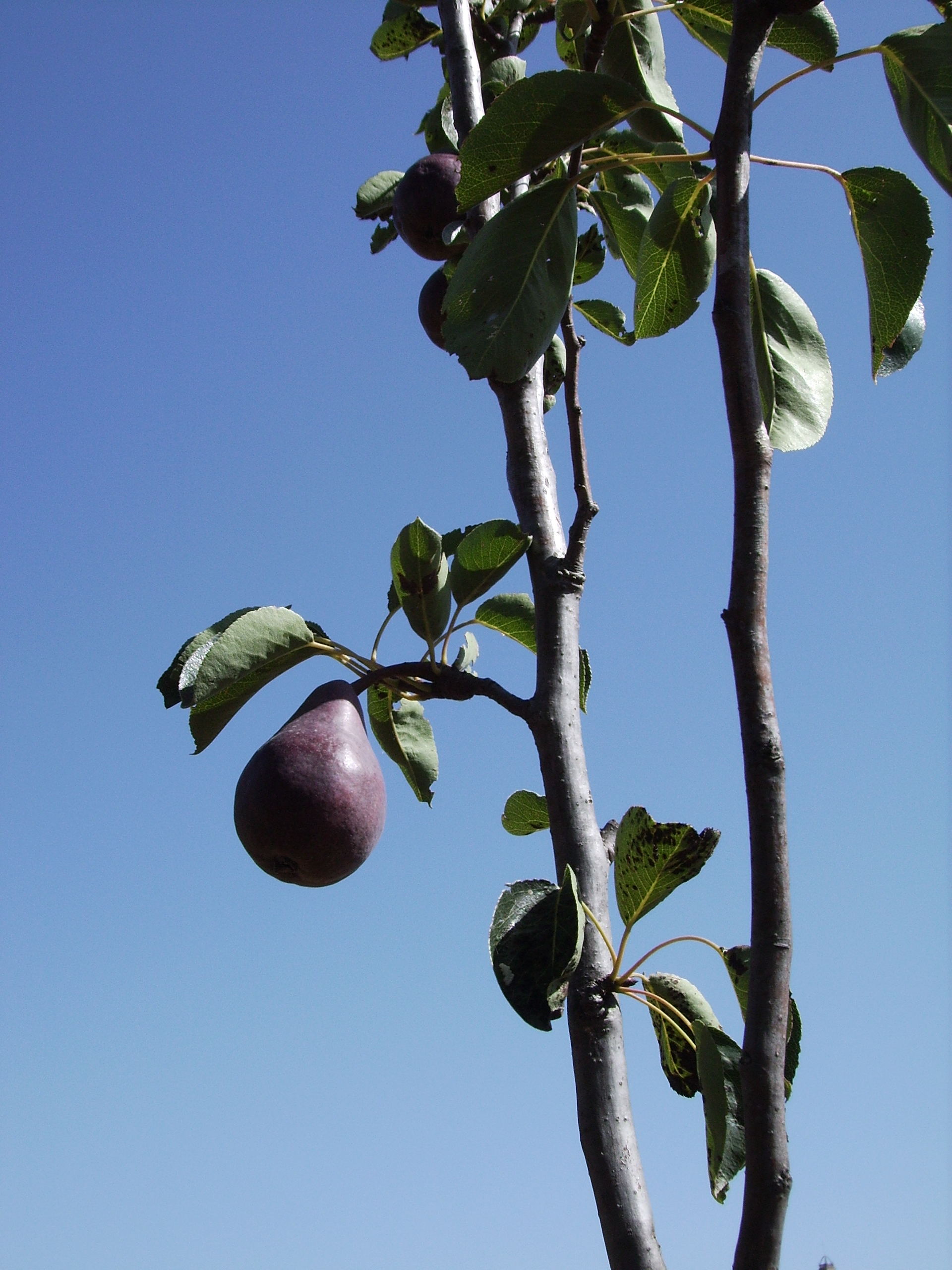
Pera vermella,varietat Max Red Barlett, en creixement

Les peres Nashi que darrerament també es conreen, pertanyen a una espècie diferent dins del mateix gènere.

## Cultiu

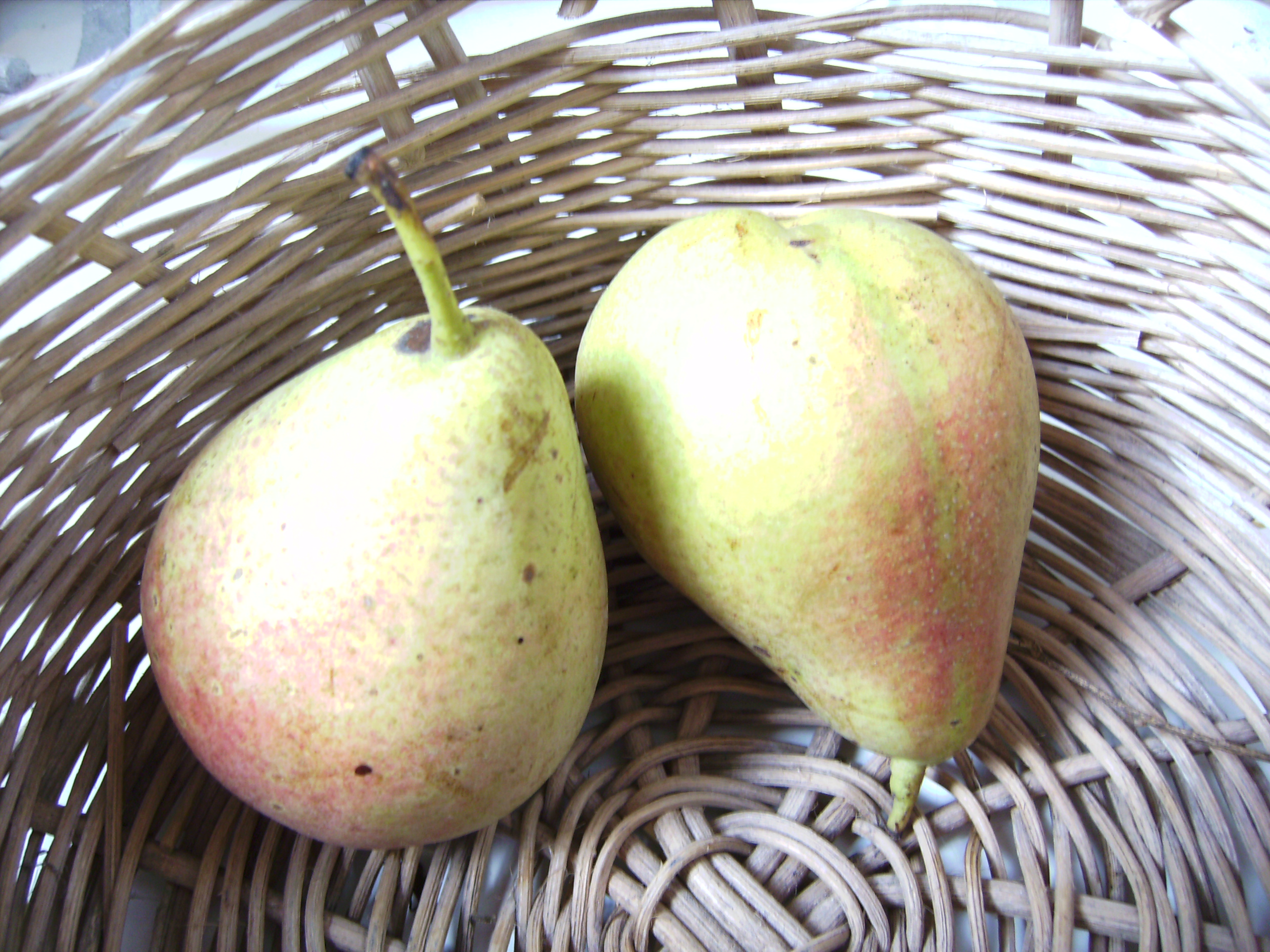
Peres de la varietat Precoce di Fiorano a Castelltallat

La pera és el fruit de la perera i és una de les fruites comestibles més importants de les regions temperades. Té forma oblonga i el seu color pot anar del groc al verd.
Són conreades de forma intensiva al Segrià, Noguera, Pla d'Urgell, Urgell i les Garrigues sempre en regadiu i en formes forçades (fus, palmetes, etc.). A escala mundial, el principal exportador és l'Argentina.
Floreixen al mes de març, abans que les pomeres, i per això hi ha més perill que es glaci la flor o el fruit acabat de quallar. En cas de glaçada es fan servir hormones perquè el fruit es desenvolupi sense fertilització (partenocàrpia).
La perera sovint és empeltada sobre peus de codonyer la qual cosa dona més precocitat en l'entrada en producció, menys vigor (cosa convenient en les formes forçades) i fruits més grossos.
Els paràsits què l'afecten més freqüentment són els insectes Psilla i Carpocapsa, els fongs de Mota i Estemfílium, així com bacteris com Pseudomonas. Sovint se cita el foc bacterià (Erwinia amylovora), però és una malaltia que, tot i ser greu, molt ocasionalment se'n pot trobar algun focus a les contrades mediterrànies.

## Perera borda

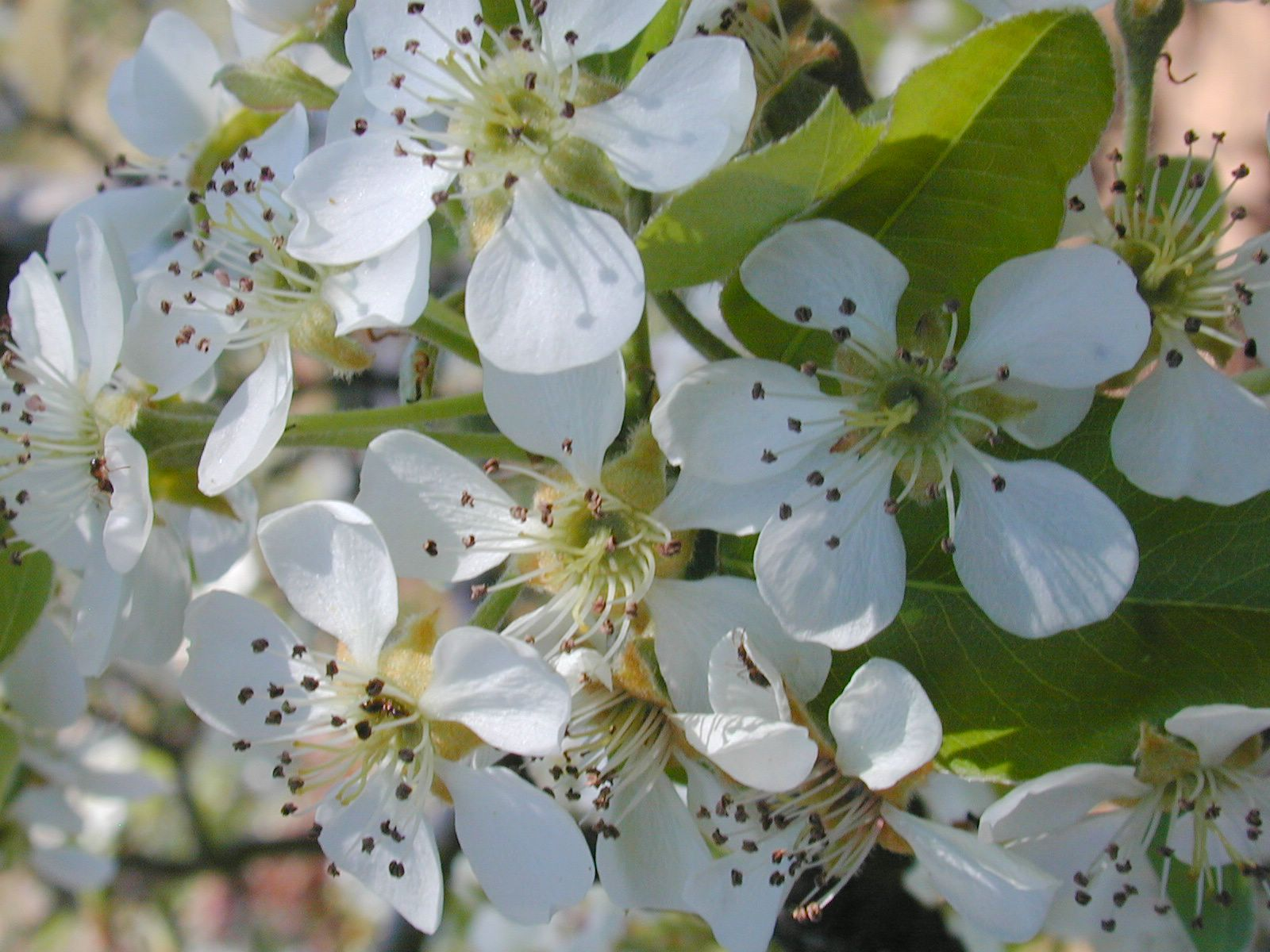
Flors de perera

La perera borda (P. salvifolia) es considera com la subespècie salvifolia (DC.) Gams, aquest és un nom invàlid, ja que correspon en realitat a l'híbrid Pyrus x salvifolia DC. Les seves fulles adultes són tomentosogrisenques a revers, glabrescents a l'anvers; pecíol pubescent; limbe el·líptico-lanceolat, enter o subenter de 4 a 5 cm x 2 a 3,5 cm; fruit més o menys piriforme; arbret més o menys espinós. Viu en bardisses i boscs caducifolis humits. Als Països Catalans només es troba a Catalunya entre els 100 a 1.300 metres i és submediterrani.